# Spring Valley (Arizona)
Spring Valley – jednostka osadnicza w Stanach Zjednoczonych, w stanie Arizona, w hrabstwie Yavapai.